# (13531) Weizsäcker
(13531) Weizsäcker es un asteroide que forma parte del cinturón de asteroides y fue descubierto por Lutz D. Schmadel y Freimut Börngen desde el Observatorio Karl Schwarzschild, en Tautenburg, Alemania, el 13 de septiembre de 1991.

## Designación y nombre
Weizsäcker se designó al principio como 1991 RU4.
Posteriormente, en 2000, fue nombrado en honor del físico y filósofo alemán Carl Friedrich von Weizsäcker (1912-2007).

## Características orbitales
Weizsäcker orbita a una distancia media de 3,05 ua del Sol, pudiendo acercarse hasta 2,827 ua y alejarse hasta 3,272 ua. Su excentricidad es 0,07298 y la inclinación orbital 8,26 grados. Emplea 1945 días en completar una órbita alrededor del Sol. El movimiento de Weizsäcker sobre el fondo estelar es de 0,1851 grados por día.

## Características físicas
La magnitud absoluta de Weizsäcker es 13 y el periodo de rotación de 17,63 horas.